# Marino Onorati
Marino Onorati (...) è uno sceneggiatore italiano.

## Biografia
Dopo l'esperienza di critico cinematografico per Film d'oggi, redattore per Cinema Nuovo e Giornale dello spettacolo, e ufficio stampa per distribuzioni cinematografiche, Onorati passa alla sceneggiatura partecipando alla scrittura de I ladri (1959) e di un paio di pellicole degli anni sessanta fra cui, non accreditato, I ragazzi del massacro di Fernando Di Leo; sempre per Di Leo, più tardi firmerà (con Luisa Montagnana ed Ercole Patti) la sceneggiatura di La seduzione.
Negli anni settanta si afferma soprattutto come autore di commedie popolari fra cui le parodie in solitario di Franco Franchi (Ku-Fu? Dalla Sicilia con furore, Ultimo tango a Zagarol, Paolo il freddo) e Ciccio Ingrassia (L'esorciccio), un certo numero di pellicole della commedia sexy all'italiana (come La liceale o La dottoressa del distretto militare), e qualche exploit softcore come Contratto carnale e Suor Emanuelle (entrambi appartenenti al sotto-filone dell'erotico-esotico all'italiana).

## Filmografia
- I ladri, regia di Lucio Fulci (1959)
- A suon di lupara, regia di Luigi Petrini (1968)
- I ragazzi del massacro, regia di Fernando Di Leo - non accreditato (1969)
- Oh dolci baci e languide carezze, regia di Mino Guerrini (1970)
- Bolidi sull'asfalto - A tutta birra!, regia di Bruno Corbucci (1970)
- Ku-Fu? Dalla Sicilia con furore, regia di Nando Cicero (1973)
- Metti lo diavolo tuo ne lo mio inferno, regia di Bitto Albertini (1973)
- Ultimo tango a Zagarol, regia di Nando Cicero (1973)
- Contratto carnale, regia di Giorgio Bontempi (1973)
- La faccia violenta di New York (One Way), regia di Jorge Darnell (1973)
- La seduzione, regia di Fernando Di Leo (1973)
- Sesso in testa, regia di Sergio Ammirata (1974)
- Piedino il questurino, regia di Franco Lo Cascio (1974)
- Paolo il freddo, regia di Ciccio Ingrassia (1974)
- Il sergente Rompiglioni diventa... caporale, regia di Mariano Laurenti (1975)
- Il sogno di Zorro, regia di Mariano Laurenti (1975)
- Il vizio di famiglia, regia di Mariano Laurenti (1975)
- La nuora giovane, regia di Luigi Russo (1975)
- La liceale, regia di Michele Massimo Tarantini (1975)
- L'esorciccio, regia di Ciccio Ingrassia (1975)
- La dottoressa sotto il lenzuolo, regia di Gianni Martucci (1976)
- La poliziotta fa carriera, regia di Michele Massimo Tarantini (1976)
- La professoressa di scienze naturali, regia di Michele Massimo Tarantini (1976)
- Classe mista, regia di Mariano Laurenti (1976)
- La dottoressa del distretto militare, regia di Nando Cicero (1976)
- Peccatori di provincia, regia di Tiziano Longo (1977)
- Suor Emanuelle, regia di Giuseppe Vari (1977)
- Una bella governante di colore, regia di Luigi Russo (1978)
- L'insegnante viene a casa, regia di Michele Massimo Tarantini (1978)
- Stringimi forte papà, regia di Michele Massimo Tarantini (1978)
- La poliziotta della squadra del buon costume, regia di Michele Massimo Tarantini (1979)
- Eva Man (Due sessi in uno), regia di Antonio D'Agostino - non accreditato (1980)
- L'assistente sociale tutto pepe..., regia di Nando Cicero (1981)